# Chatsworth (Los Ángeles)
Chatsworth es un distrito en la región del Valle de San Fernando de la ciudad de Los Ángeles, California (Estados Unidos).

## Geografía
El distrito no incorporado está bordeado por las Montañas de Santa Susana y al norte por el condado de Los Ángeles, al noreste por Porter Ranch, al este por Northridge, al sur por West Hills y al oeste por Simi Hills, el condado de Ventura y Simi Valley. 
El pueblo fue nombrado así en honor a Chatsworth House, en Derbyshire, la finca del duque de Inglaterra en Devonshire ("Devonshire" es también el nombre de una calle principal en Chatsworth). La cumbre más cercana es el Chatsworth Peak en el oriente de Simi Hills, que domina la vista de la ciudad.

## Educación
Los residentes de Chatsworth están zonificados en el Distrito Escolar Unificado de Los Ángeles. Chatsworth High School, Lawrence Middle School, Germain Street Elementary, Superior Street Elementary y Chatsworth Park Elementary School están localizadas en Chatsworth.
La zona tiene varias escuelas privadas como Sierra Canyon, Chatsworth Hills Academy, Chaminade College Preparatory Middle School y St. John Eudes Elementary y escuelas primarias.
También esta una escuela charter, Chime Charter Middle School antes conocida como Santa Susana School. La escuela está justo abajo en la calle por Chatsworth Park Elementary School.
Los Angeles Public Library opera a Chatsworth Branch.